# Ego (canção de Lali Espósito)
"Ego" é o terceiro single que integra o segundo álbum de discográfico da cantora argentina Lali Espósito. A faixa inicialmente foi escrita em inglês pelos produtores Gavin Jones, Tobias Lundgren, Johan Fransson e Tim Larsson, e traduzida para o espanhol pela própria intérprete juntamente com os produtores argentinos Pablo Akselrad, Luis Burgio e Gustavo Novello. A canção foi reconhecida oficialmente como o single representativo no mesmo dia de lançamento do videoclipe, em 14 de dezembro de 2016, e enviada às rádios argentinas dias antes.

## Vídeo musical
Na primeira semana de novembro, a cantora acompanhada de sua equipe de produtores do disco e de produtoras de vídeo como a Cinemática Films, viajaram para a Villa La Angostura na Patagônia da Argentina para gravar o videoclipe musical, inicialmente sem informar a imprensa qual seria a próxima faixa trabalhada do álbum Soy.
O videoclipe foi disponibilizado na plataforma de download digital, iTunes, às 22:00 do dia 13 de dezembro de 2016, inicialmente no continente asiático e europeu. O vídeo posicionou-se no topo da lista de videoclipes mais comprados da plataforma em 14 países: Argentina, Brasil, Chile, Colômbia, Costa Rica, Equador, Espanha, Eslovênia, Israel, Itália, Paraguai, Peru, República Dominicana e Uruguai, além de ter alcançado o posto 35ª no geral dos Estados Unidos, 11ª no Canadá e 3ª em Portugal. No Youtube e Vevo o clipe chegou no dia 14 de dezembro do mesmo ano.

## Performances
A primeira apresentação ao vivo em rede nacional e internacional, do single em questão, foi realizado no dia 17 de dezembro de 2016 no programa televisivo Susana Gimenez, no canal argentino Telefe. A faixa também é apresentada no repertório oficial da turnê Soy Tour. Lali também performou-a em uma das duas apresentações realizadas para o Teletón do Chile em 02 de dezembro de 2017.

## Premiações
| Ano  | Premiação             | Categoria    | Resultado |
| ---- | --------------------- | ------------ | --------- |
| 2016 | MTV Millennial Awards | Vídeo do ano | Venceu    |

## Desempenho

### Posições semanais
| Paradas musicais (2016-17)              | Melhor Posição |
| --------------------------------------- | -------------- |
| Argentina Nacionalidad (Monitor Latino) | 5              |
| Argentina Latin (Monitor Latino)        | 15             |

### Posições anuais
| Paradas musicais (2017)          | Melhor Posição |
| -------------------------------- | -------------- |
| Argentina (Monitor Latino)       | 91             |
| Argentina Latin (Monitor Latino) | 62             |
| Panamá Pop (Monitor Latino)      | 69             |
| Venezuela (Monitor Latino)       | 49             |
| Venezuela Pop (Monitor Latino)   | 7              |

## Histórico de lançamento
| País  | Data               | Formato                     | Editora discográfica     |
| ----- | ------------------ | --------------------------- | ------------------------ |
| Mundo | 20 de maio de 2016 | Download digital, Streaming | Sony Music Entertainment |